# Gosha-Suwa-jinja
Le sanctuaire Gosha-Suwa (五社神社・諏訪神社, Gosha-jinja, Suwa-jinja) ou, plus communément sanctuaire Gosha, est un lieu de culte de la religion shintō situé à Hamamatsu dans la préfecture de Shizuoka, au Japon.

## Situation
Le sanctuaire Gosha-Suwa est situé dans l'arrondissement Chūō, au centre de la ville de Hamamatsu (préfecture de Shizuoka), sur l'île de Honshū, au Japon. Distant d'environ 6,5 km, à vol d'oiseau, de la rive droite du fleuve Tenryū, le complexe religieux shintō est proche de la gare (1 km) et du château (environ 500 m au Nord) de la ville.

## Description

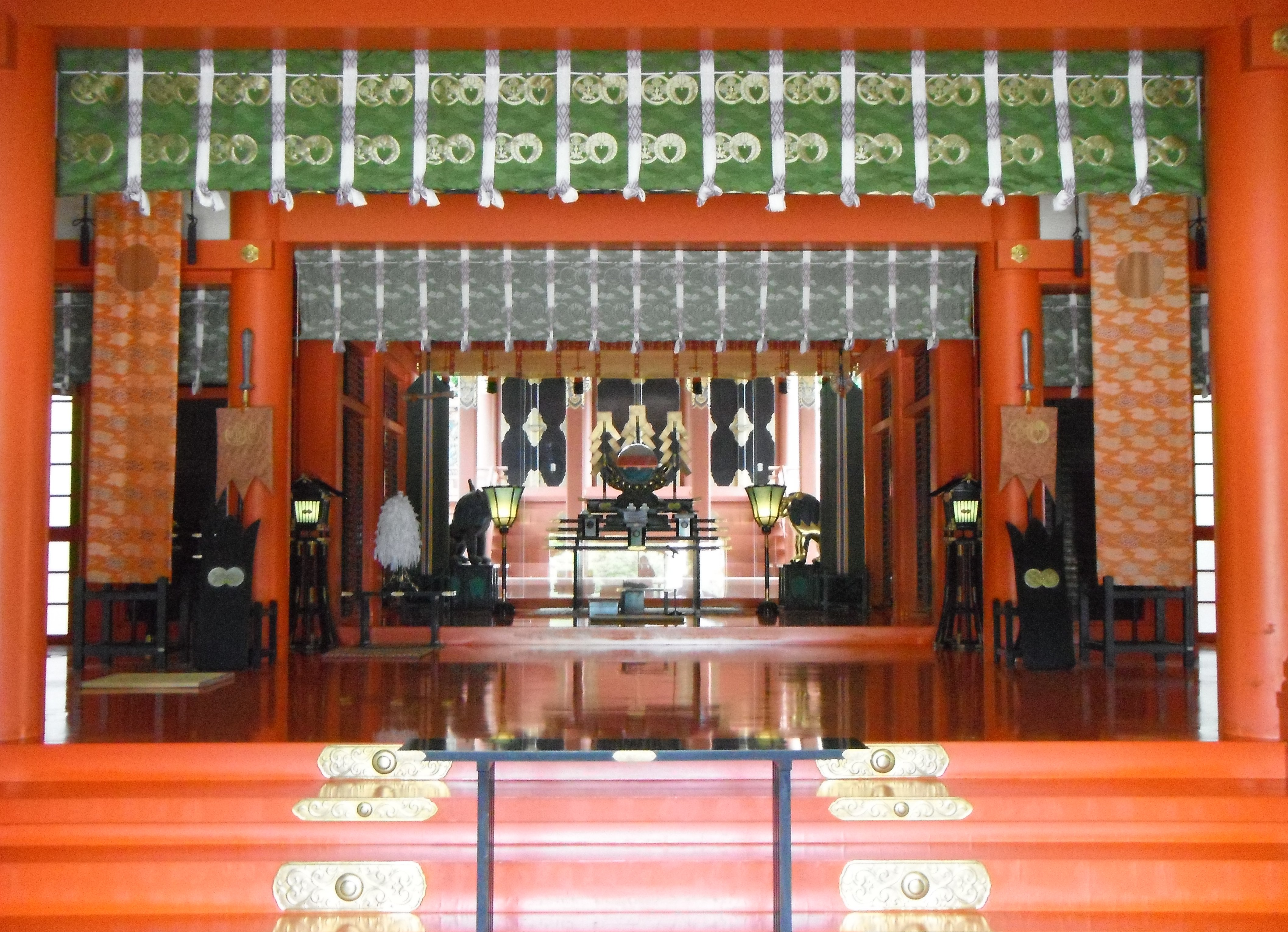
Vue de l'intérieur du haiden.

Le complexe religieux Gosha-Suwa présente les éléments architecturaux habituels d'un sanctuaire shintō tels qu'un portail d'entrée (torii), un bâtiment du culte (haiden) — gardé par la traditionnelle paire de komainu —, un bâtiment principal (honden), un temizuya ou pavillon d'ablution, un shamusho ou office du temple, et des supports pour pendre des plaques votives. L'axe principal de son enceinte, une allée qui mène du torii d'entrée au haiden, est orienté est-ouest parallèlement à la mer d'Enshū et perpendiculairement à l'ancienne route Tōkai qui conduit au nord à l'entrée du château de Hamamatsu. Il se distingue cependant par la présence de deux hokora, l'un dédié au culte des ancêtres, et l'autre honorant Inari. Il possède aussi un hangar dans lequel sont entreposés des mikoshi.
Le Gosha-Suwa-jinja est affilié au Kasuga-taisha de la ville de Nara (préfecture de Nara) et au grand sanctuaire Suwa sis près du lac Suwa, dans la préfecture de Nagano. Les divinités shintoïstes Takemikazuchi, « dieu du tonnerre », Ama-no-Koyane-no-mikoto, Futsunushi, Suwa Myojin (en) et Kotoshironushi, deux fils d'Ōkuninushi, y sont vénérées, et les fidèles s'y rendent pour leurs communiquer leurs souhaits de prospérité, de bonheur, de rencontrer l'âme sœur, de bonne pêche, de moissons abondantes, ou encore d'un accouchement heureux.

## Histoire

### Sanctuaire Gosha
Au début du XVIe siècle, le chef du clan Imagawa fait construire un château dans la province de Tōtōmi : le château de Hikuma. Dans l'enceinte de ce dernier, un sanctuaire est aussi érigé. Plus tard dans le siècle, Tokugawa Ieyasu, le futur maître du Japon unifié, s'empare du château qu'il fait agrandir et le renomme château de Hamamatsu. En 1579, après la naissance de son fils Tokugawa Hidetada, il fait aménager le sanctuaire en un lieu de vénération de la divinité shintō Futsunushi. L'année suivante, il fait rebâtir le lieu saint en dehors de la forteresse.
En 1914, le sanctuaire Gosha est classé « trésor national ». Le 18 juin 1945, un raid aérien de l'armée américaine détruit l'ensemble des bâtiments du complexe religieux,.

### Sanctuaire Suwa
En 761, Sakanoue no Tamuramaro, général au service de l'empereur Kammu, fait construire un lieu saint shintō dans la province de Tōtōmi. Celui-ci est déplacé en 1556 au pied du château de Hikuma, puis, dans les années 1580, il passe sous le contrôle de la dynastie Tokugawa. En 1641, le sanctuaire est reconstruit pierre par pierre près du Gosha-jinja.
En 1938, le sanctuaire Suwa est classé « trésor national ». Le  18 juin 1945, un bombardement aérien réduit en cendres plusieurs bâtiments du complexe religieux,.

### Sanctuaire Gosha-Suwa
En 1962, dans la ville de Hamamatsu, deux lieux saints du shintō : le Gosha-jinja et le Suwa-jinja, fusionnent et forment le complexe religieux Gosha-Suwa dont la construction s'est achevée en 1982 par l'ouverture aux fidèles de son honden. Les dégâts importants causés par les bombardements lors de la Seconde Guerre mondiale ont irrémédiablement fait perdre aux deux sanctuaires leur statut de trésors nationaux.

## Événements
Le 15 novembre, à l'occassion de la fête traditionnelle annuelle shichi-go-san, des parents, venus prier en famille pour la bonne santé de leurs enfants, se pressent dans l'enceinte du sanctuaire.